# Pēteris Balodis
Pēteris Balodis (ur. 21 czerwca 1907 r. w Mālpils na Łotwie w granicach Rosji, zm. 1 stycznia 1978 r. w Nowym Jorku) – łotewski wojskowy (kapitan), dowódca kolejno 2 batalionu 34 Pułku Grenadierów SS, 34 Pułku Grenadierów SS, 1 batalionu 34 Pułku Grenadierów SS i ponownie 34 Pułku Grenadierów SS 15 Dywizji Grenadierów SS pod koniec II wojny światowej.
W 1928 r. ukończył wyższą szkołę w Rydze, a w 1930 r. – akademię wojskową. Służył w 1 Pułku Piechoty w Lipawie, a następnie w 6 Pułku Piechoty w Rydze. W 1938 r. został zastępcą szefa magazynów wojskowych w Rydze, a w 1939 r. szefem magazynów wojskowych w Rzeżycy. W 1940 r. awansował na kapitana. Po zajęciu obszaru Łotwy przez wojska niemieckie w 1941 r., podjął współpracę z okupantami. W lutym 1943 r. wstąpił do Legionu Łotewskiego SS, dostając stopień Waffen-Hauptsturmführera der SS. W 1944 r. został szefem transportu 15 Dywizji Grenadierów SS w stopniu Waffen-Sturmbannführera der SS. Od 15 listopada tego roku dowodził 2 batalionem 34 Pułku Grenadierów SS. 5 lutego 1945 r. został ranny. 29 marca tego roku objął dowództwo 34 Pułku Grenadierów SS. 1 kwietnia został dowódcą 1 batalionu pułku, a 27 kwietnia ponownie pułku. 2 maja dostał się do niewoli.
Był odznaczony m.in. Żelaznym Krzyżem 1 i 2 klasy.